# 2.º Distrito Congressional do Arizona
O 2.º Distrito Congressional do Arizona é um dos nove distritos do estado na Câmara dos Representantes dos Estados Unidos. Situa-se na parte nordeste do estado e inclui os condados de Apache, Coconino, Gila, Navajo e Yavapai em suas totalidades, além de partes dos condados de Graham, Maricopa, Mohave e Pinal. A maior cidade é Flagstaff.
Nas eleições de 2024, o republicano Eli Crane venceu o democrata Jonathan Nez com 54,5% dos votos.